# 埼玉教育会館
埼玉教育会館（さいたまきょういくかいかん）は、埼玉県さいたま市浦和区に所在する施設。

## 概要
12室の会議室のほか、教育関連の団体本部が入居する。

## 所在地
- さいたま市浦和区高砂3-12-24

## 入居機関
- 埼玉県教職員組合
- 日本教育公務員弘済会埼玉支部
- 埼玉県労働組合連合会